# Agricultura extensiva
Agricultura extensiva (em oposição à agricultura intensiva) é um sistema de produção agrícola que usa pequenos insumos de mão de obra, fertilizantes e capital, em relação à área de terra cultivada.

## Desvantagens
A agricultura extensiva pode ter os seguintes problemas:
1. Os rendimentos tendem a ser muito mais baixos do que com a agricultura intensiva no curto prazo.
2. Grandes necessidades de terra limitam o habitat de espécies selvagens (em alguns casos, mesmo taxas de lotação muito baixas podem ser perigosas), como é o caso da agricultura intensiva.

Antigamente se pensava que a agricultura extensiva produzia mais metano e óxido nitroso por kg de leite do que a agricultura intensiva.  Um estudo estimou que a pegada de carbono por bilhão de kg (2,2 bilhões de libras) de leite produzido em 2007 foi 37 por cento da produção de leite equivalente em 1944. Um estudo mais recente do CIRAD, no entanto, descobriu que os sistemas de pecuária extensivos impactam o meio ambiente menos do que os sistemas intensivos.